# Lincoln Blackwood
Der Lincoln Blackwood war ein Oberklasse-Pick-up, der von 2001 bis 2002 in den USA und Mexiko verkauft wurde, aber aufgrund schlechter Verkaufszahlen Ende 2002 vom Markt genommen wurde und dadurch das am kürzesten produzierte Lincoln-Modell ist.
Der Blackwood wurde im Gegensatz zu den meisten bisherigen Lincoln-Modellen nicht in Michigan, sondern in Missouri produziert; das Design stammt von Patrick Schiavone.

## Geschichte
Der Blackwood basierte auf dem Ford F-150, mit Designelementen des Lincoln Navigator.
Bei der Präsentation auf der North American International Auto Show 1999 sorgte der Blackwood für Aufsehen, da Lincoln den ersten Oberklasse-Pick-up überhaupt vorstellte, einem Fahrzeugtyp, welchen er gemeinsam mit seinem Nachfolger Lincoln Mark LT und dem Konkurrenten Cadillac Escalade EXT mitbegründete.

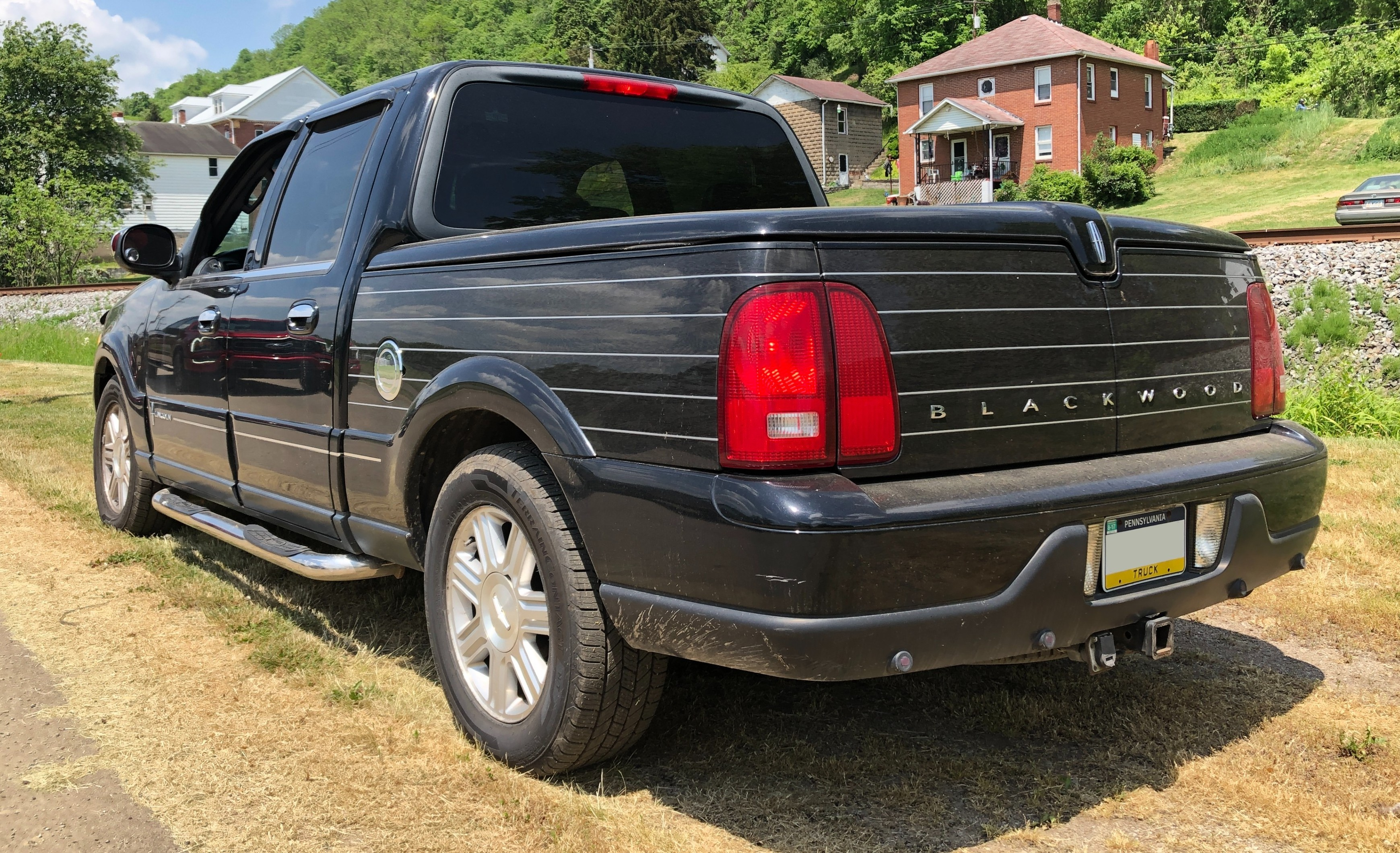
Heckansicht

Lincoln plante, 2002 und 2003 18.000 Blackwoods zu verkaufen, aber es wurden insgesamt nur 3.356 innerhalb 15 Monate verkauft, da er zu teuer und unpraktisch war. Das führte dazu, dass Lincoln den Blackwood in den USA vor Ende des Modelljahres 2002 vom Markt nahm. Zudem gab es Lieferprobleme beim von Magna Steyr produzierten Schloss für die Ladeflächenabdeckung, welches die Auslieferung der Fahrzeuge verzögerte.

## Technische Daten

### Karosserie
Der Blackwood war nur mit Hinterradantrieb und Doppelkabine erhältlich sowie nur in der Farbe Schwarz lieferbar. Die Front stammte vom Navigator. Im Bereich der Ladefläche war schwarzes Kunstholz mit Zierleisten aus Aluminium angebracht (daher der Name „Blackwood“).

### Ausstattung
Der Blackwood war serienmäßig voll ausgestattet, einziges Extra war ein Navigationssystem.
2001 wurden 50 limitierte Neiman-Marcus-Sondereditionen produziert, welche über einen DVD-Spieler mit kabellosen Kopfhörern von Panasonic, eine Kühlbox, sowie in die Kopfstützen gestickte Neiman Marcus-Logos.

### Motoren
Während der gesamten Bauzeit war nur ein einziger Motor erhältlich, ein 5,4 Liter Ford-InTech V8 mit 32 Ventilen, welcher in abgewandelter Form z. B. auch in Fahrzeugen wie im Ford F-150, Ford Mustang SVT Cobra R, und im Ford GT Verwendung fand.
| Bauzeitraum | Motortyp | Hubraum         | Leistung bei min−1   | Drehmoment bei min−1 | Getriebe           |
| ----------- | -------- | --------------- | -------------------- | -------------------- | ------------------ |
| 2001–2002   | V8       | 5.4 l, DOHC, 4V | 224 kW (304 PS)/5000 | 481 Nm/2750          | 4-Stufen-Automatik |